# Internationales Jahr der Naturfasern

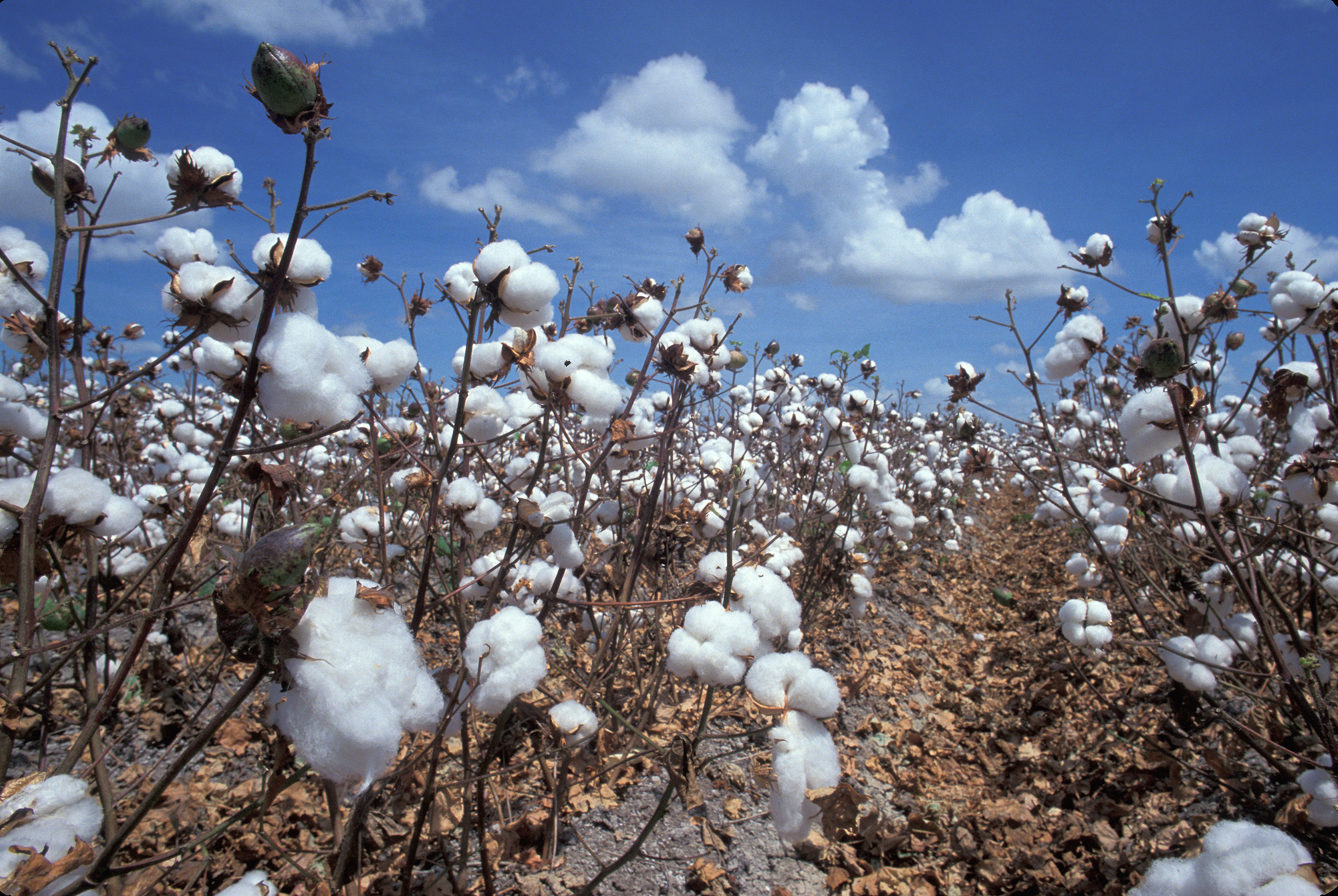
Baumwolle stellt den Großteil der international angebauten Naturfasern dar

Das Jahr 2009 wurde am 20. Dezember 2006 von den Vereinten Nationen zum Internationalen Jahr der Naturfasern (engl. International Year of Natural Fibres, IYNF) erklärt. Mit dieser Entscheidung sollen die Effektivität und die Nachhaltigkeit des Wirtschaftszweiges Naturfaserindustrie, in dem Millionen Menschen vor allem in ärmeren Ländern arbeiten, gestärkt werden.